# Ivanpah Solar Electric Generating System
Ivanpah Solar Electric Generating System är en amerikansk kraftverksanläggning för termisk solkraft och som ligger utmed Interstate 15 i San Bernardino County vid delstatsgränsen för Kalifornien och Nevada, cirka 6,4 mil sydväst om Las Vegas och cirka 161 mil nordost om Los Angeles. Anläggningen sträcker sig över totalt 1 420 hektar och består av tre termiska solkraftsanläggningar, som tillsammans har totalt 173 500 heliostater installerade. Den rankas som är världens största anläggning av sitt slag. Konstruktionen av Ivanpah SEGS påbörjades i oktober 2010 av Bechtel och stod klar i januari 2014 till en kostnad på $2,2 miljarder, varav det amerikanska energidepartementet stod för $1,6 miljarder i lånegarantier medan resten betalades av privata aktörer. Ägarna till anläggningen är Alphabet (Google), Brightsource Energy och NRG Energy. All elektricitet som produceras säljs till Pacific Gas and Electric Company och Southern California Edison.
Innan konstruktionen av Ivanpah SEGS beräknades det att anläggningen skulle stå för en årsproduktion på cirka 1,0 TWh, vilket motsvarar förbrukningen av hushållsel (4000 kWh/år,hushåll) för 250 000 hushåll. Första driftåret uppnåddes mindre än hälften av denna produktion, vilket enligt Kaliforniens energikommission antogs bero på bland annat moln, jetströmmar och vädret i allmänhet. Produktionen har senare ökat och uppgick 2018 till cirka 0,76 TWh, det vill säga omkring 76% av budgeterat. 

## Total produktion (3 produktionsenheter)

### Produktion (GWh per år)
| Information | Diagrammet är avstängt. Grafer inaktiverades den 18 april 2023 på grund av programvaruproblem. Nya diagram kan skapas sedan december 2024. |

### Per månad
| År     | Jan    | Feb    | Mar    | Apr    | Maj    | Jun     | Jul    | Aug    | Sept   | Okt    | Nov    | Dec    | Totalt    |
| ------ | ------ | ------ | ------ | ------ | ------ | ------- | ------ | ------ | ------ | ------ | ------ | ------ | --------- |
| 2014   | 10,485 | 9,630  | 19,959 | 24,833 | 44,784 | 64,275  | 35,967 | 44,070 | 43,751 | 56,013 | 47,177 | 18,141 | 419,085   |
| 2015   | 21,888 | 30,273 | 57,090 | 75,304 | 47,956 | 77,534  | 61,681 | 72,806 | 66,147 | 36,971 | 60,474 | 44,998 | 653,122   |
| 2016   | 25,439 | 67,254 | 58,409 | 38,449 | 43,436 | 65,721  | 98,849 | 65,631 | 82,215 | 61,312 | 62,052 | 34,272 | 703,039   |
| 2017   | 37,855 | 33,828 | 50,642 | 40,589 | 87,013 | 97,677  | 66,394 | 67,642 | 75,241 | 77,785 | 40,801 | 43,931 | 719,398   |
| 2018   | 48,873 | 43,963 | 59,181 | 62,060 | 76,438 | 115,737 | 63,197 | 78,754 | 91,706 | 62,396 | 57,871 | n/a    | 759,996   |
| Totalt | Totalt | Totalt | Totalt | Totalt | Totalt | Totalt  | Totalt | Totalt | Totalt | Totalt | Totalt | Totalt | 3,254,640 |

## Galleri

### Under konstruktion

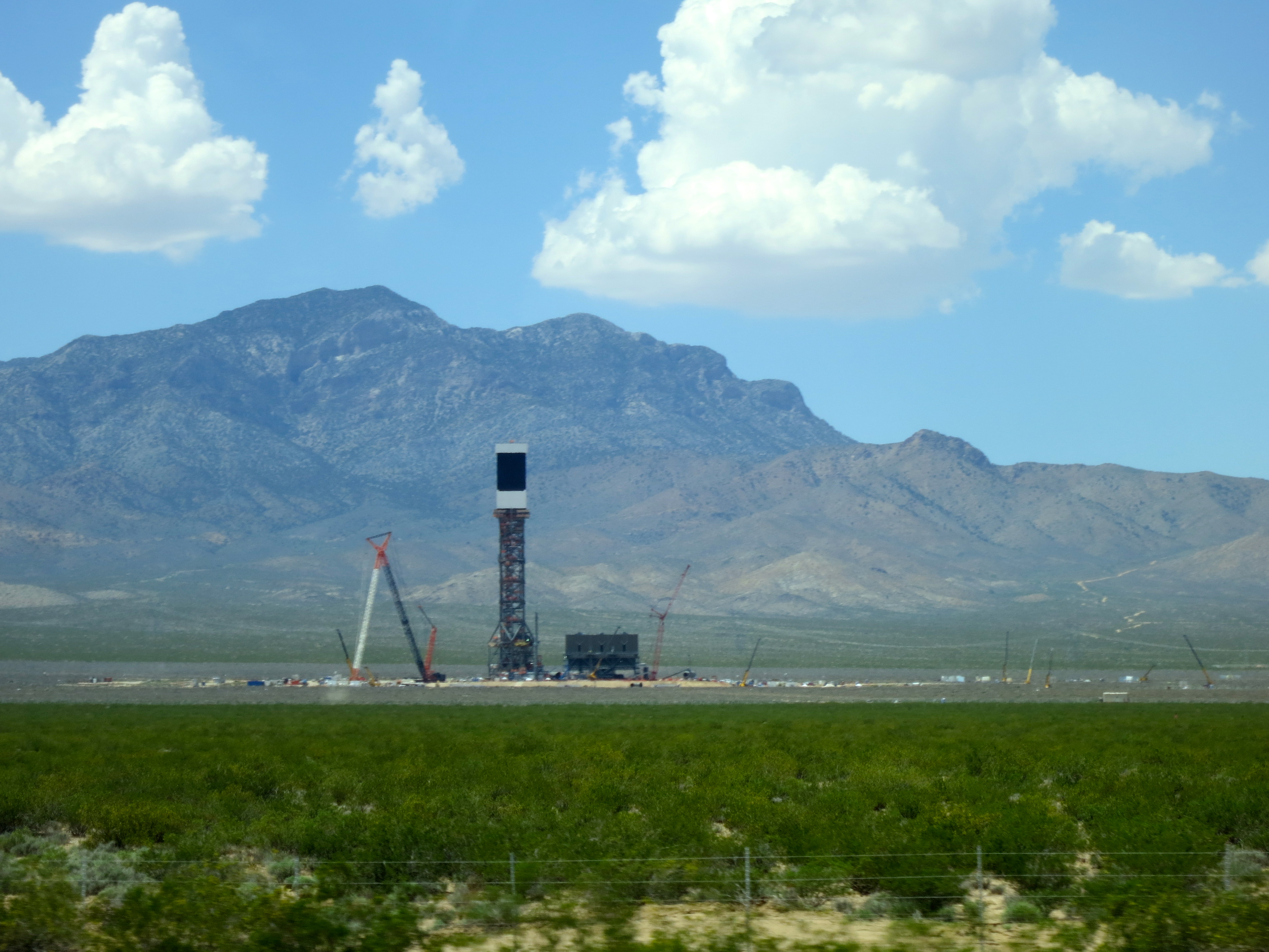
9 augusti 2012.
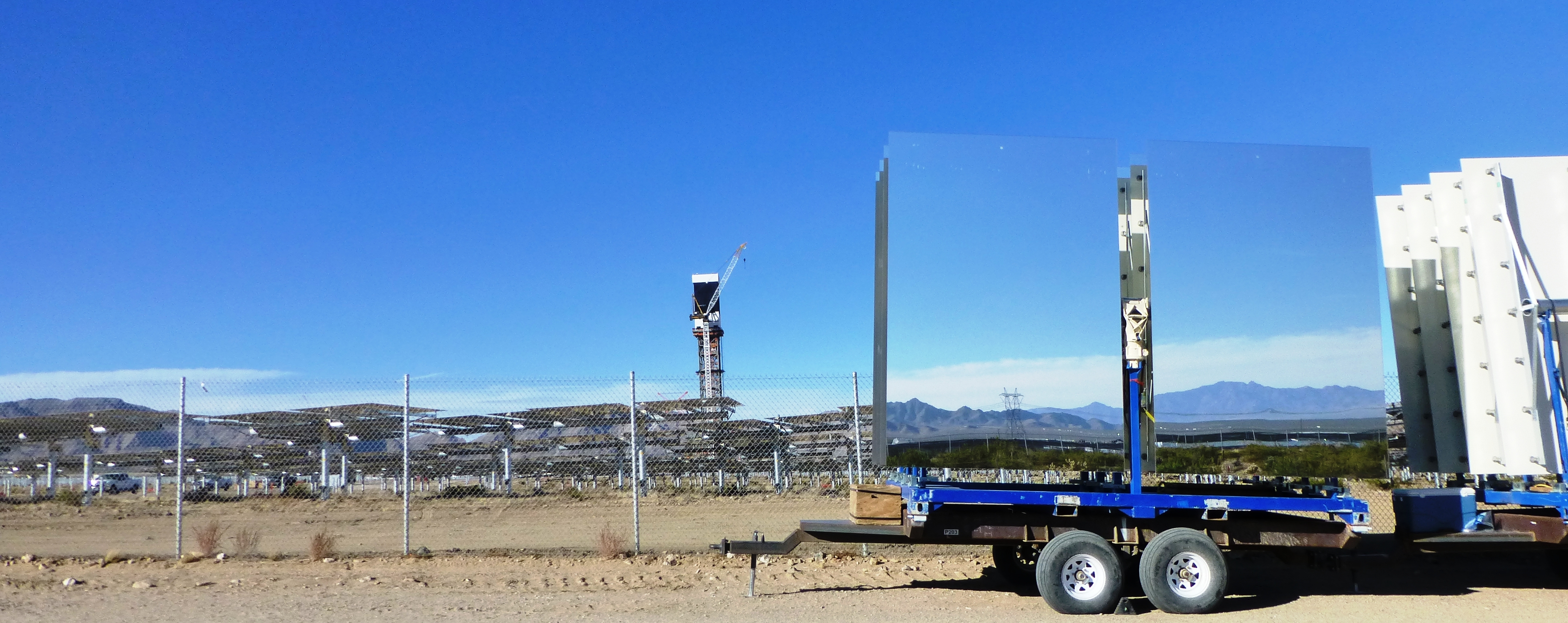
23 oktober 2012.
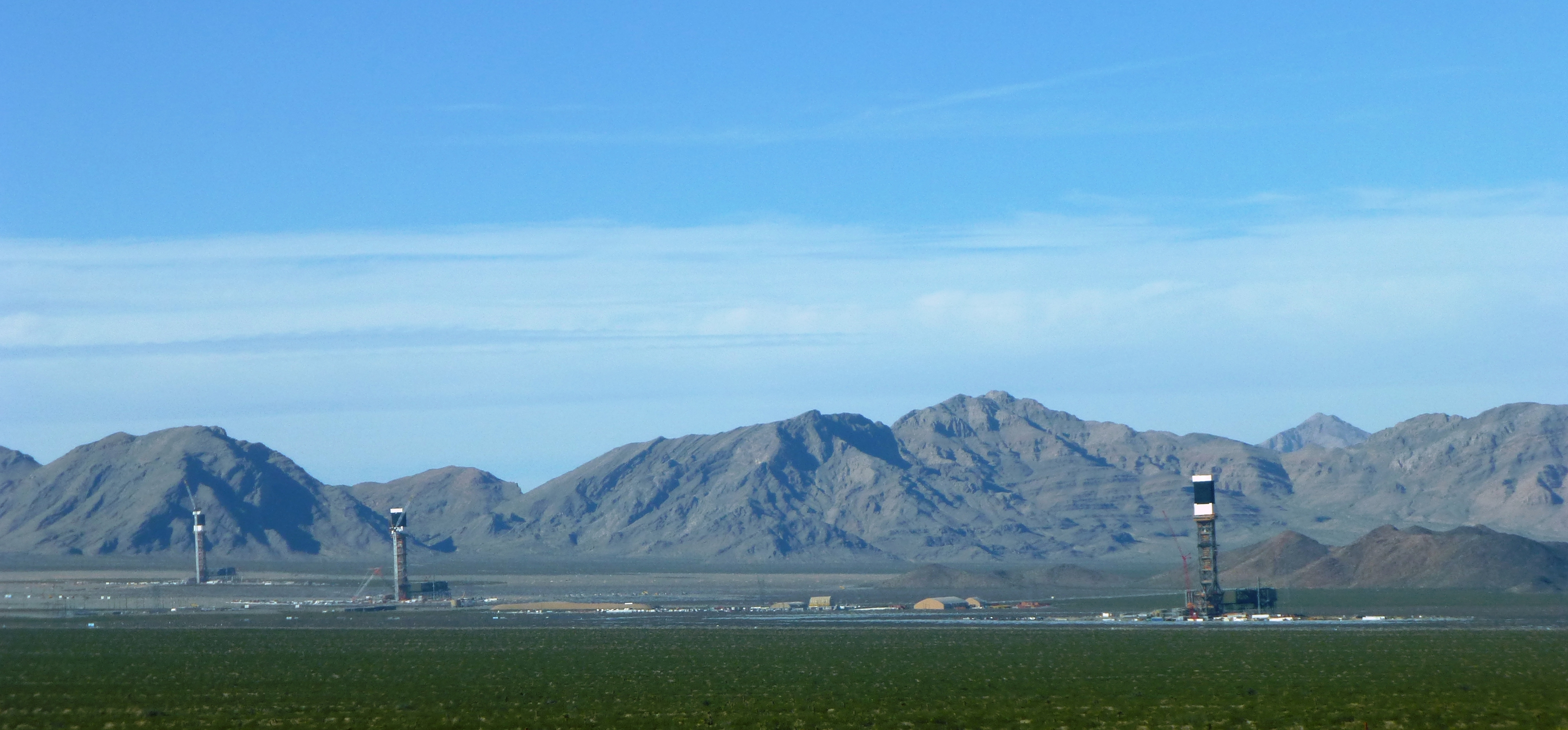
23 oktober 2012.
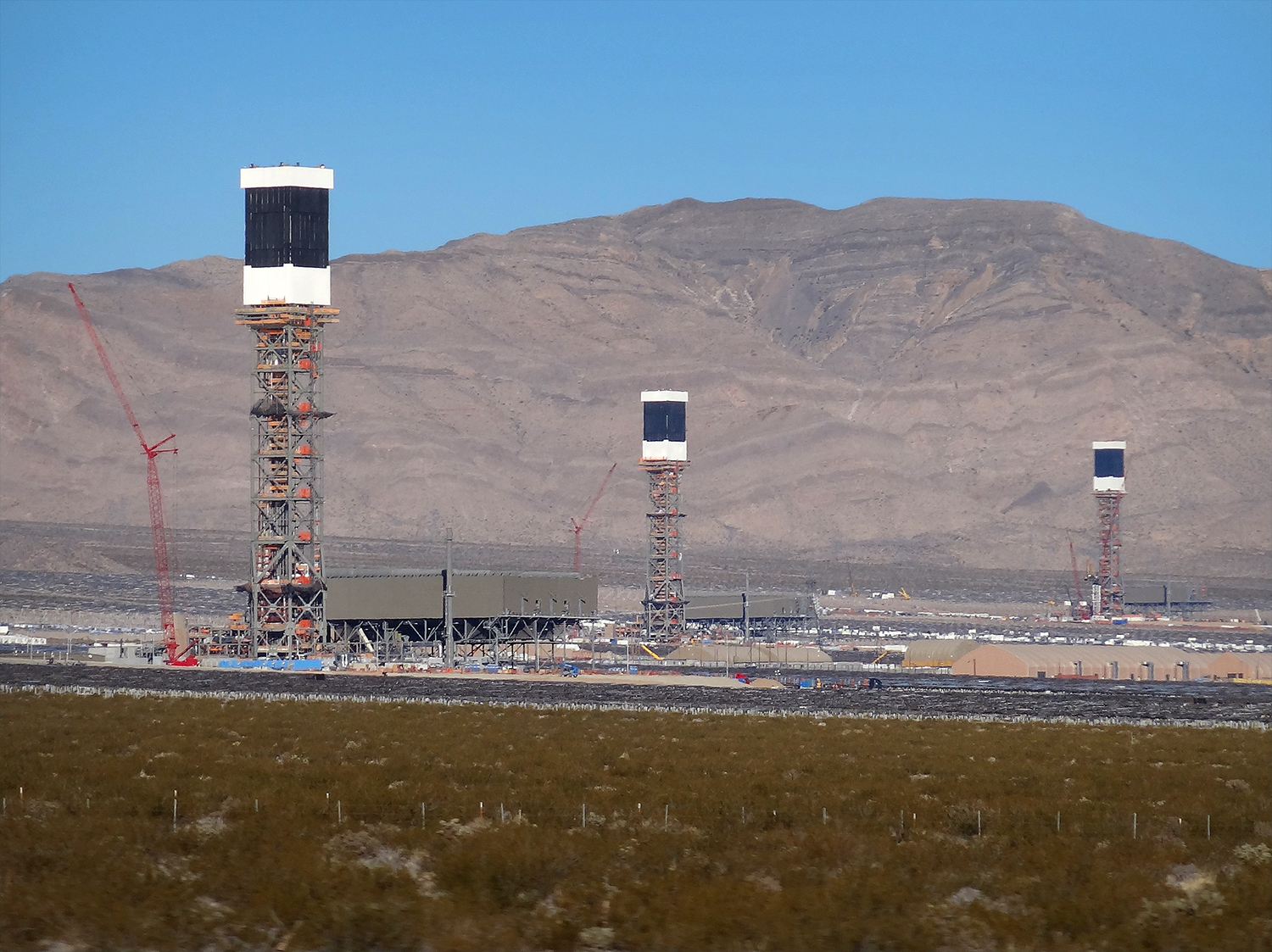
27 december 2012.

### I bruk

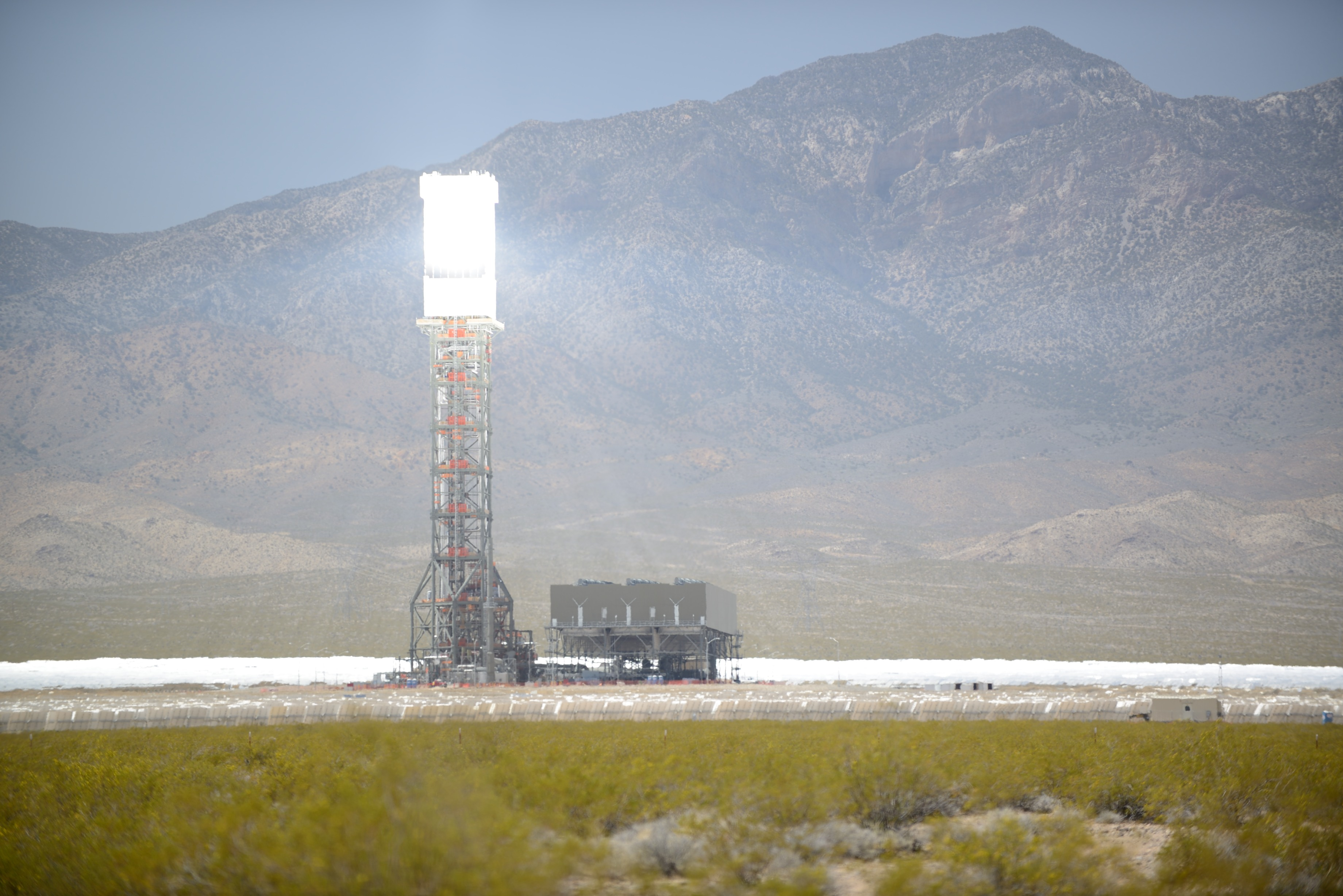
29 april 2013.
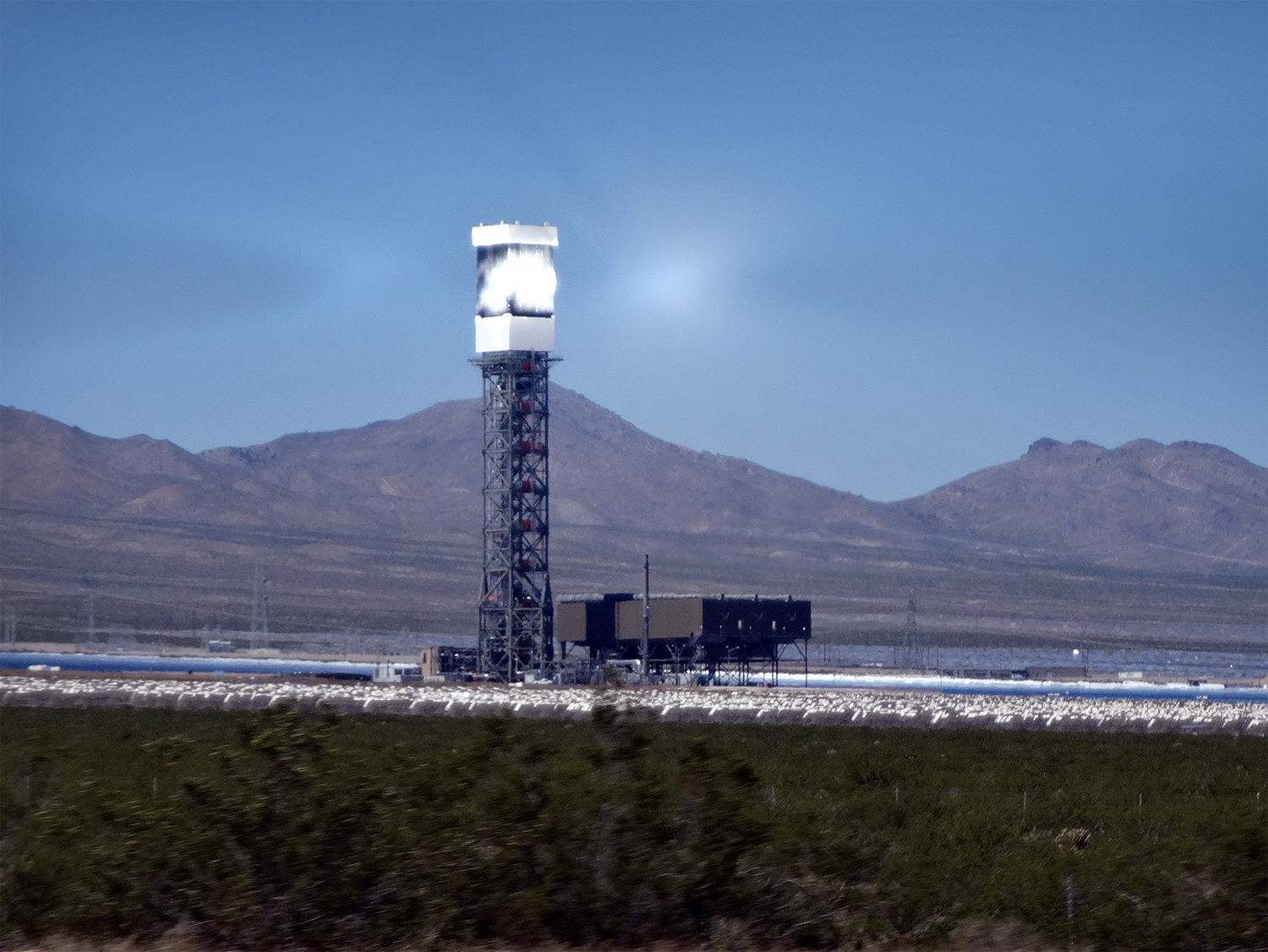
27 september 2013.
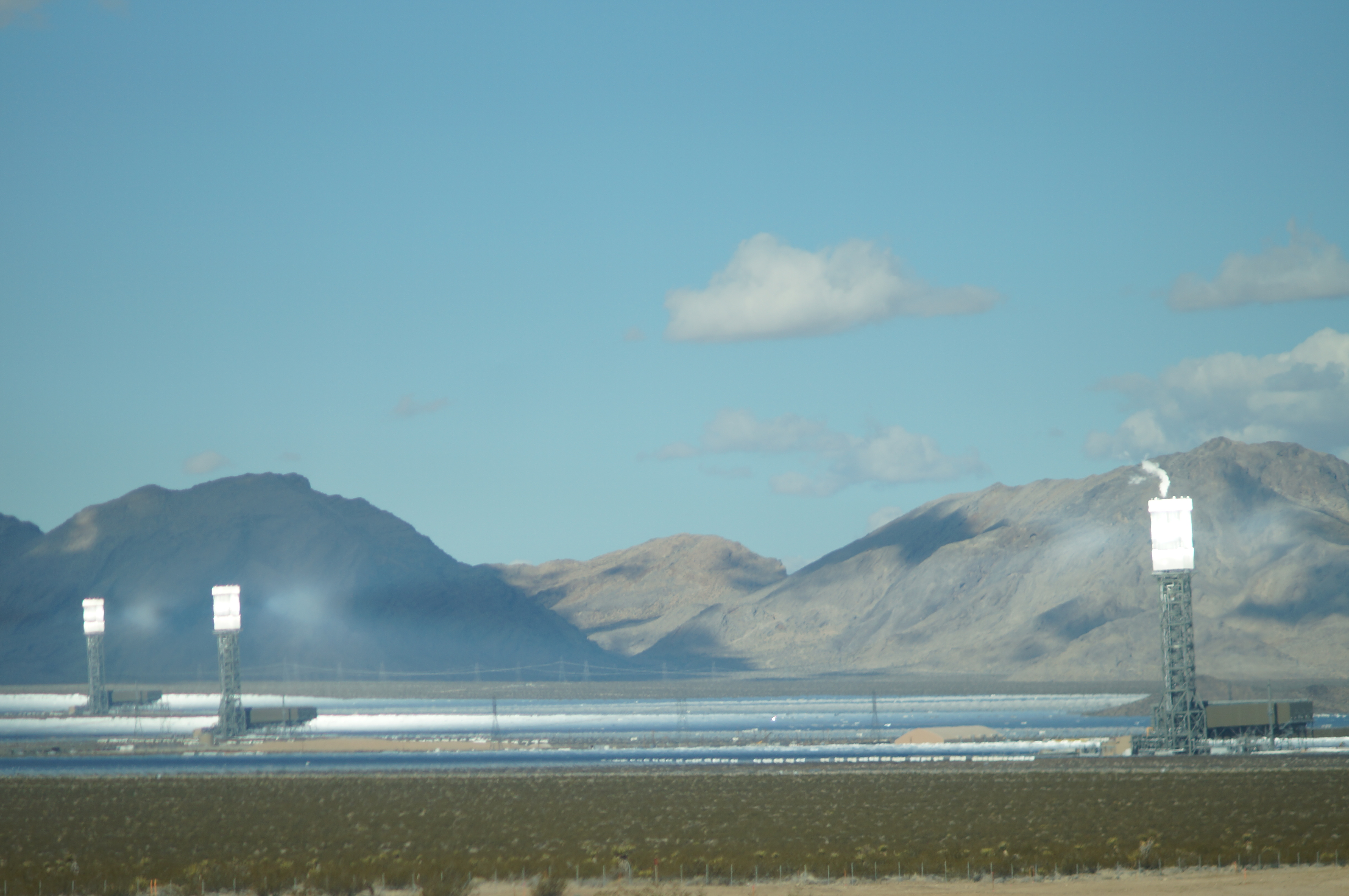
3 februari 2014.
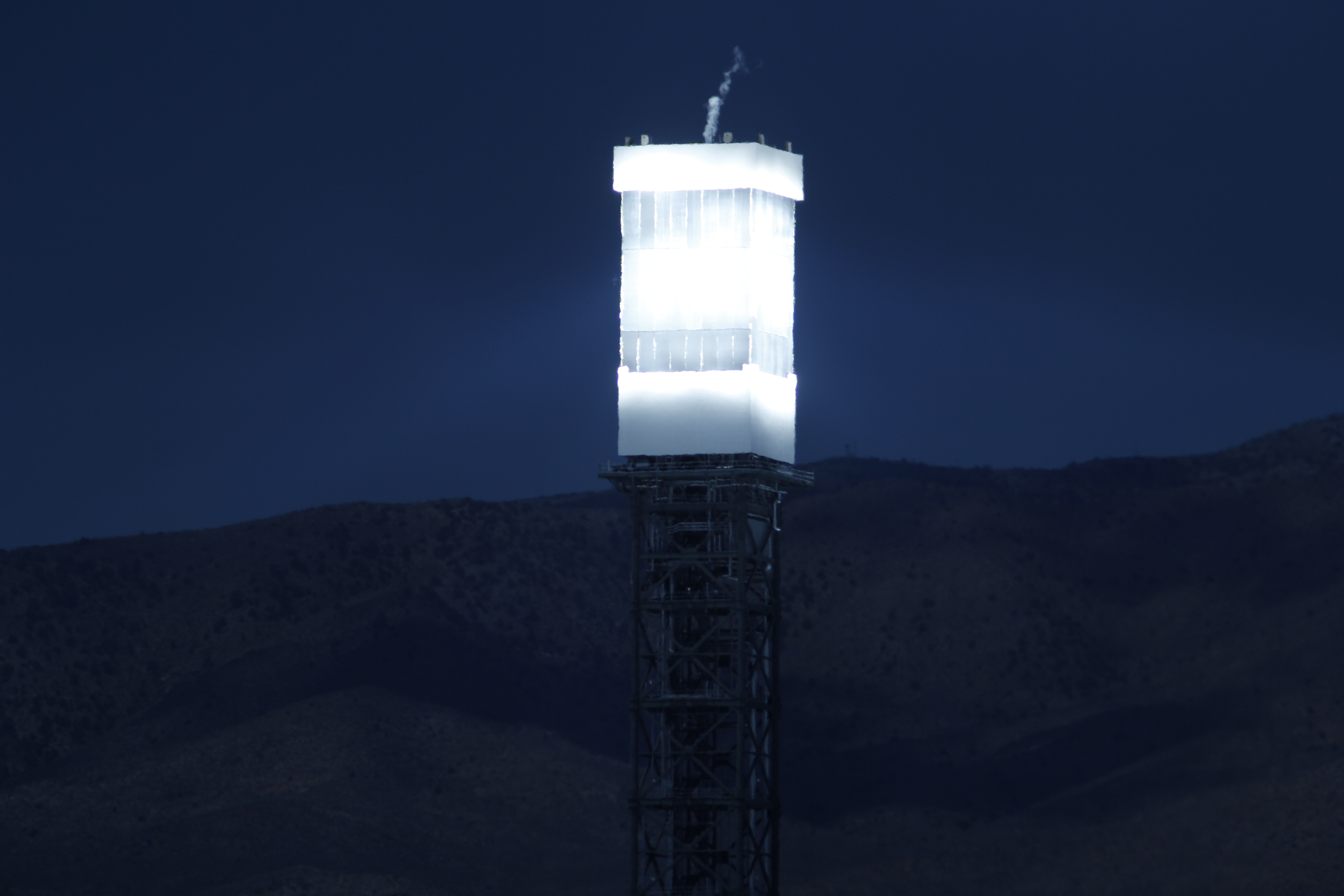
25 maj 2015.